# Drymelater
Drymelater là một chi bọ cánh cứng trong họ 
Elateridae.
Chi này được miêu tả khoa học năm 1996 bởi Calder.

## Các loài
Các loài trong chi này gồm:
- Drymelater apicalis (W.J. Macleay, 1872)
- Drymelater apicatus (Schwarz, 1902)
- Drymelater aulacoderus (Elston, 1929)
- Drymelater australis (Candèze, 1878)
- Drymelater basilaris (Candèze, 1900)
- Drymelater brevis (Candèze, 1887)
- Drymelater fusiformis (Schwarz, 1902)
- Drymelater laticornis (Elston, 1930)
- Drymelater lineatus (Candèze, 1878)
- Drymelater longicornis (Candèze, 1882)
- Drymelater mjobergi (Elston, 1930)
- Drymelater semiflavus (Candèze, 1887)
- Drymelater subpectinatus (Schwarz, 1902)
- Drymelater testaceus (Schwarz, 1902)
- Drymelater ventosus (Candèze, 1889)
- Drymelater vittatus (W.J. Macleay, 1872)